# Мария Луиза Пармская
Мария Луиза Пармская (исп. María Luisa de Parma, итал. Maria Luisa di Borbone, Principessa di Parma; 9 декабря 1751[…], Парма — 2 января 1819[…], Рим) — королева Испании и супруга короля Карла IV Испанского.

## Жизнь
Мария Луиза была дочерью Филиппа I, герцога Пармского и его жены принцессы Луизы Елизаветы Французской. Её окрестили именем Луиза Мария Тереза, но более была известна как Мария Луиза. Она приходилось внучкой Филиппу V Испанскому и Людовику XV Французскому.
Франсиско Гойя часто писал её портреты. Современники часто описывали королеву как порочную и грубую женщину, полностью доминировавшую над королём, слабым и нерешительным Карлом IV. По некоторым данным Мануэль Годой, который был моложе её на 16 лет и которого она сделала премьер-министром Испании в 25 лет, был её давним любовником.
Она была арестована Францией, и её муж отказался от трона Испании в 1808 году под давлением Наполеона сначала в пользу своего сына Фердинанда VII, а потом в пользу Наполеона, который сделал королём Испании своего брата Жозефа. Мария Луиза, Годой и отреченный король провели остаток своих дней вне Испании. Она и её муж оба умерли в 1819 году в Риме, где их приютил папа римский Пий VII. Её останки и останки её мужа были перенесены в Испанию и погребены в королевской усыпальнице испанских королей Эскориале.
По некоторым данным, некоторые из её детей не были рождены от мужа, который был её двоюродным братом по отцу (отец Марии Луизы и отец Карла IV приходились друг другу родными братьями). Инфант дон Франсиско (герцог Кадисский), как сообщают, особенно был похож на Годоя.

## Дети
| Имя                                              | Рождение         | Смерть           | Примечания                                                                                            |
| ------------------------------------------------ | ---------------- | ---------------- | --- |
| Карл Климент (Карлос Клементе)                   | 19 сентября 1771 | 7 марта 1774     | умер в детстве.                                                                                       |
| Карлотта Хоакина (Карлота Жоакина)               | 25 апреля 1775   | 7 января 1830    | королева-консорт Португалии.                                                                          |
| Мария Луиза (Мария Луиса)                        | 11 сентября 1777 | 2 июля 1782      | умерла в детстве.                                                                                     |
| Мария Амалия                                     | 9 января 1779    | 22 июля 1798     | умерла в юности.                                                                                      |
| Карл Доминик (Карлос Доминго)                    | 5 марта 1780     | 11 июня 1783     | умер в детстве.                                                                                       |
| Мария-Луиза                                      | 6 июля 1782      | 13 марта 1824    | замужем за Луиджи Бурбон-Пармским, королём Этрурии, (5 июля 1773, Пьяченца — 27 мая 1803, Флоренция). |
| Карл Франциск (Карлос Франсиско)                 | 5 сентября 1783  | 11 ноября 1784   | умер в детстве.                                                                                       |
| Филипп Франциск (Фелипе Франсиско)               | 5 сентября 1783  | 18 октября 1784  | умер в детстве.                                                                                       |
| Фердинанд (Фернандо)                             | 14 октября 1784  | 29 сентября 1833 | наследовал своему отцу как король Испании, был четырежды женат.                                       |
| Карлос                                           | 29 марта 1788    | 10 марта 1855    | был карлистским претендентом на испанский трон.                                                       |
| Мария Изабелла                                   | 6 июня 1789      | 13 сентября 1848 | королева Неаполитанская и жена Франциска I короля Обеих Сицилий.                                      |
| Мария Тереза                                     | 16 февраля 1791  | 2 ноября 1794    | умерла в детстве.                                                                                     |
| Фелипе Мария                                     | 28 марта 1792    | 1 марта 1794     | умер в детстве.                                                                                       |
| Франциско де Паула де Бурбон (Франсиско Антонио) | 10 марта 1794    | 13 августа 1865  | герцог Кадисский.                                                                                     |